# Буров-Петров, Василий Иванович
Васи́лий Ива́нович Бу́ров-Петро́в (настоящее имя Михаи́л Никола́евич Петро́в; 1883, Джизак, Джизакский уезд, Самаркандская область, Туркестанский край, Российская империя — 1939, Курган, Курганский район, Челябинская область, РСФСР, СССР) — советский военный и политический деятель, участник гражданской войны, военный министр Дальневосточной республики, главком Народно-революционной армии ДВР, член Военного совета НРА и Флота ДВР. Член ЦИК Туркестанской АССР и ЦК Коммунистической партии Туркестана.

## Биография
Михаил Николаевич Петров родился в 1883 году в городе Джизаке Джизакского уезда Самаркандской области Туркестанского генерал-губернаторства Российской империи, ныне город — административный центр Джизакской области Республики Узбекистан.
Окончил Самаркандское 4-классное городское училище.
С 1904 года принимал участие в революционных кружках.
С 1905 года служил в 67-м Туркестанском стрелковом батальоне. В период службы стал членом нелегальной военной революционной организации, за что был арестован в городе Джизаке в декабре 1907 года. Из-за отсутствия доказательств освобождён. Демобилизовался в 1908 году, работал репетитором в Самарканде.
В 1910 сдал экзамен на звание народного учителя и после работал учителем в русско-туземной школе, заведующим русско-еврейской школой в Самарканде.
С 1911 года работал в городе Ургуте в обществе кредитной кооперации, а с 1912 года — инспектор конторы мелкого кредита в городе Андижане.
После начала Первой мировой войны в 1914 году вернулся в армию, служил рядовым в Казанском военном округе, затем окончив Одесскую школу прапорщиков, служил в 27-м Сибирском стрелковом батальоне в Омске и 34-м Западно-Сибирском стрелковом полку в Кургане. С 1916 года — полковой адъютант, прапорщик.
В 1915 году стал членом РСДРП,  с весны 1917 года — РСДРП(б), в 1918 году партия переименована в РКП(б), в 1925 году — в ВКП(б).
После Февральской революции 1917 года принял активное участие в формирование новых органов управления. Входил в состав Курганского совета рабочих и солдатских депутатов, возглавлял Временный военный исполнительный комитет, с марта 1917 года был комиссаром труда, затем — комиссаром финансов Курганского исполкома, председателем Курганского ревкома. Добился введения на предприятиях Кургана 8-мичасового рабочего дня.
С 6 (19) сентября 1917 года — редактор курганской большевистской газеты «Новый мир».
После Октябрьской революции, с 23 ноября 1917 года — комиссар Красной гвардии и курганских национализированных банков, а редактором газеты стал Гордиенко Пётр Яковлевич.
После падения Кургана в июле 1918 году в результате белочешского мятежа был арестован и помещён в Омский концлагерь, из которого бежал в декабре 1918 года. Использовал поддельные документы на имя Бурова Василия Ивановича.
Из Омска направился в Иркутск, где участвовал в деятельности Иркутского подполья, проводил работу среди солдат в городе Черемхово, возглавил Черемховский революционный штаб.
В 1919 году легализовался при Колчаковской оккупации и работал в мастерской отделения кредитного банка посёлка Каменка. Одновременно вёл активную подпольную работу.
Руководил операцией по захвату и аресту адмирала Колчака. На заседании революционного штаба был разработан план захвата эшелона, в котором следовал Верховный правитель России А. В. Колчак. В. И. Буров сформировал отряд, который погрузился в эшелон на станции Половина и следовал впереди поезда адмирала, лишая его возможности миновать Иркутск. Отряд Бурова оцепил станцию Иннокентьевскую, остановил поезд, снял с поезда чешский караул и соправодил Колчака в Иркутск, где передал его представителям Политического центра.[уточнить].
В дальнейшем командовал группой отрядов партизанской армии, 1-й Иркутской стрелковой дивизией.
В период с 10 апреля 1920 года по 13 апреля 1920 года принимал участие в Первой Читинской операции Народно-революционной армии Дальневосточной Республики против атамана Григория Михайловича Семенова.
Руководил штабом 2-й Амурской армии.
30 апреля 1921 года назначен Военным министром Дальневосточной республики, был главкомом Народно-революционной армии Дальневосточной республики, членом Военного совета НРА и Флота ДВР.
В конце 1921 года направлен уполномоченным ЦК ВКП(б) в Среднюю Азию для борьбы с басмачеством в Ферганской области. С 5 октября 1922 года по 26 мая 1923 года работал ответственным секретарём Ферганского обкома Коммунистической партии Туркестана, со 2 октября 1923 года был членом исполнительного бюро и ревкома Ферганской области.
Член ЦИК Туркестанской АССР и ЦК Коммунистической партии Туркестана.
С 9 июля 1923 года по 1924 год — ответственный редактор газеты «Туркестанская правда».
С 23 ноября 1924 года — заведующий Организационным отделом Киргизского обкома ВКП(б), одновременно, с 27 марта по 18 августа 1925 года — член Исполбюро Киробкома ВКП(б), а в апреле-мае 1925 года врид. ответственного секретаря Киргизского обкома ВКП(б). С 22 сентября 1925 года вновь заведующий ОРГО Киробкома ВКП(б).
После возвращения из Средней Азии, с августа 1926 года, был ответственным работником Высшего совета народного хозяйства Советской республики.
В 1936 году переехал в город Курган.
Василий Иванович Буров-Петров умер в 1939 году в городе Кургане Курганского района Челябинской области, ныне город — административный центр Курганской области.
Похоронен на Коммунистическом кладбище города Кургана (ранее кладбище Богородице-Рождественского собора). В октябре 1977 года на могиле В. И. Бурова-Петрова открыт памятник (архитектор И. В. Козлов, исполнительный художник В. А. Корочкин). На памятнике надпись: «Буров-Петров Василий Иванович. 1883—1939. Первый комиссар Красной  Гвардии  г. Кургана, активный  участник  установления Советской власти в городе и уезде. В январе 1920 года партизанский отряд под его командованием задержал Колчака и передал в руки красных повстанцев г. Иркутска». С 1985 года вместо кладбища — парк Победы города Кургана Курганской области, но памятник сохранили — 55°25′59″ с. ш. 65°19′12″ в. д.

## Память
Курганский горсовет в канун 50-летия Октябрьской революции переименовал улицу Контрольную в улицу имени Бурова-Петрова.

## Сочинения
- Буров-Петров В. И. На борьбу с байством и манапством. — Фрунзе: Киргосиздат, 1927. — 61 с.[2]

## Семья
- Жена Бурова-Петрова Ольга Фёдоровна[9].